# Bauernstein Behnsdorf

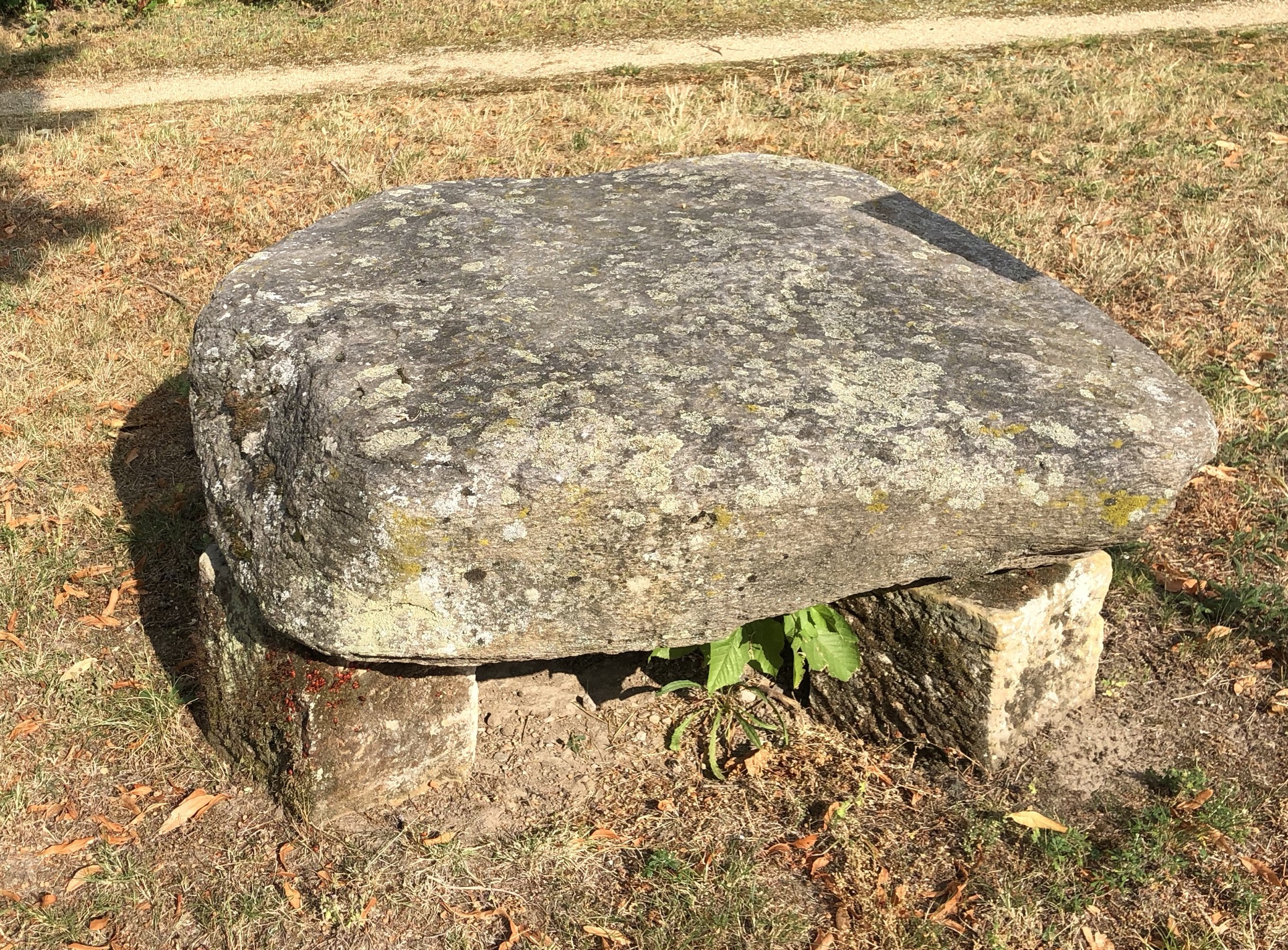
Bauernstein, 2019

Der Bauernstein Behnsdorf ist ein denkmalgeschützter Bauernstein im zur Gemeinde Flechtingen gehörenden Dorf Behnsdorf. Er gehört zu den im Norden Sachsen-Anhalts seltenen Exemplaren dieser Steinmale.

## Lage
Der Bauernstein befindet sich auf der Ostseite der Bauernstraße im Ortszentrum von Behnsdorf, vor dem Hof Bauernstraße 21.

## Gestaltung und Geschichte
Der Bauernstein besteht aus einer flachen Sandsteinplatte und diente in der Vergangenheit als Ort von Bauernversammlungen, in denen dörfliche Angelegenheiten entschieden wurden und Rechtsprechung erfolgte. Die Bauermeisterverfassung ist für Behnsdorf seit dem 16. Jahrhundert dokumentiert. Für den Stein selbst wird häufig die Mitte des 16. Jahrhunderts angegeben, wobei eine genaue Datierung nicht möglich ist. Die letzte Versammlung fand Anfang des 19. Jahrhunderts statt.
Für Behnsdorf bestanden zwei Bauernsteine. Noch im Jahr 2005 wurde ein Bauernstein als in den Boden eingelassen und zum Teil überbaut beschrieben. Heute (Stand 2019) steht der denkmalgeschützte Stein frei und etwas erhoben. Neben dem Stein befindet sich eine Erläuterungstafel.
Der Stein gilt als orts- und rechtsgeschichtlich bedeutend. Der Name der Bauernstraße geht auf den Stein zurück.
Im örtlichen Denkmalverzeichnis ist der Bauernstein unter der Erfassungsnummer 094 84181 als Kleindenkmal verzeichnet.